# بيرني باريش
بيرني باريش (بالإنجليزية: Bernie Parrish)‏ هو لاعب كرة قاعدة أمريكي، ولد في 29 أبريل 1936 في لونغ بيتش في الولايات المتحدة، وتوفي في 23 أكتوبر 2019 بسبب سرطان البروستاتا.

## وصلات خارجية
- بيرني باريش على موقع مرجع كرة القدم المحترفة.كوم (الإنجليزية)